# Кастельнуово, Гвидо
Гви́до Кастельнуо́во (итал. Guido Castelnuovo; 14 августа 1865[…], Венеция — 27 апреля 1952[…], Рим) — итальянский математик. Наиболее известен благодаря своему вкладу в алгебраическую геометрию и работам по теории вероятностей.

## Биография
Родился в семье писателя Энрико Кастельнуово и Эммы Леви. Изучал математику в Падуе под руководством известного итальянского геометра Джузеппе Веронезе. В 1886 году окончил университет и провёл около года в Риме для изучения высшей геометрии, в 1888-м был назначен ассистентом Энрико Д’Овидио в Туринском университете. Большое влияние на него оказали работы Коррадо Сегре, работавшего в этом же университете. В 1891 году он возвращается в Рим и работает профессором кафедры аналитической и проективной геометрии. В 1928 году учёный выступает с докладом по алгебраической геометрии (La geometria algebrica e la scuola italiana) на Международном конгрессе математиков в Болонье. В 1935 году Г. Кастельнуово уходит в отставку.
Во время Второй мировой войны он, как и многие другие евреи, вынужден был скрываться; он подпольно ведёт курс математики для так же скрывавшихся студентов еврейского происхождения. После окончания войны Г. Кастельнуово избирается президентом закрытой правительством Б. Муссолини в 1939 году и возрождённой затем Академии деи Линчеи, становится пожизненным сенатором Италии.

### Семья
Дочь — Эмма Кастельнуово (1913—2014)- математик.
Внучкой Г. Кастельнуово была лингвист Анна Морпурго Дэвис.

## Работы
Основной областью исследований учёного была алгебраическая геометрия. Во время работы в Турине Кастельнуово опубликовал несколько работ об алгебраических кривых, также он занимался теорией линейных систем и дал ей свою проективно-геометрическую интерпретацию. В течение 20 лет Кастельнуово в сотрудничестве с Энрикесом опубликовал серию статей, которыми была завершена бирациональная классификация алгебраических поверхностей. В университете он вёл курсы по алгебраическим функциям и абелевым интегралам, неевклидовой и дифференциальной геометрии, интерполяции и теории вероятностей; в 1919 году опубликовал двухтомный труд Calcolo della probabilità. Кастельнуово также написал книгу по теории и основам анализа (ит. Le origini del calcolo infinitesimale nell’era moderna). Всего им было опубликовано более 100 книг, статей и мемуаров.